# 평활화
통계학 및 이미지 처리에서 데이터 세트의 평활화 또는 스무딩(smoothing)은 노이즈나 기타 미세한 구조/빠른 현상을 배제하면서 데이터의 중요한 패턴을 포착하려고 시도하는 근사 함수를 만드는 것이다. 평활화에서는 신호의 데이터 포인트가 수정되어 인접한 포인트보다 높은 개별 포인트(아마도 노이즈로 인해)가 줄어들고 인접한 포인트보다 낮은 포인트가 늘어나 더 부드러운 신호가 생성된다. 평활화는 데이터 분석에 도움이 될 수 있는 두 가지 중요한 방식으로 사용될 수 있다. (1) 평활화 가정이 합리적인 한 데이터에서 더 많은 정보를 추출할 수 있고 (2) 유연한 분석을 제공할 수 있으며 견고하다. 평활화에는 다양한 알고리즘이 사용된다.
평활화는 다음과 같은 방식으로 관련되고 부분적으로 겹치는 곡선 피팅 개념과 구별될 수 있다.
- 곡선 피팅은 결과에 대해 명시적인 함수 형식을 사용하는 경우가 많은 반면, 스무딩의 즉각적인 결과는 나중에 함수 형식을 사용하지 않고 "평활화된" 값이다.
- 평활화의 목적은 데이터 값의 근접 일치에 거의 주의를 기울이지 않고 상대적으로 느린 값 변화에 대한 일반적인 아이디어를 제공하는 반면, 곡선 피팅은 가능한 한 근접한 일치를 달성하는 데 중점을 둔다.
- 평활화 방법에는 평활화 정도를 제어하는 데 사용되는 관련 조정 매개변수가 있는 경우가 많다. 곡선 피팅은 '최적의' 맞춤을 얻기 위해 함수의 매개변수를 원하는 만큼 조정한다.

## 같이 보기
- 합성곱
- 이산화
- 필터 (신호 처리)
- 매끄러운 함수
- 신호 처리
- 서브디비전 서피스